# Australian Juniors 2017
Das Australian Juniors 2017 als bedeutendstes internationales Nachwuchsturnier von Australien im Badminton fand vom 31. August bis zum 3. September 2017 im Altona Badminton Centre in Altona North in Melbourne statt.

## Sieger und Platzierte
| Disziplin    | Gold                       | Silber                       | Bronze                         |
| ------------ | -------------------------- | ---------------------------- | ------------------------------ |
| Herreneinzel | Lee Chia-hao               | Su Li-yang                   | Chen Shiau-cheng               |
| Herreneinzel | Lee Chia-hao               | Su Li-yang                   | Lin Chun-yi                    |
| Dameneinzel  | Huang Yin-hsuan            | Yu Chieh                     | Hung En-tzu                    |
| Dameneinzel  | Huang Yin-hsuan            | Yu Chieh                     | Lin Jhih-yun                   |
| Herrendoppel | Su Li-wei Ye Hong-wei      | Chuang Pu-sheng Lin Yu-chieh | Chen Chi-ting Chen Shiau-cheng |
| Herrendoppel | Su Li-wei Ye Hong-wei      | Chuang Pu-sheng Lin Yu-chieh | Lu Chen Su Po-wei              |
| Damendoppel  | Li Zi-qing Teng Chun-hsun  | Cheng Yu-pei Liang Chia-wei  | Hsieh Yu-ying Huang Yin-hsuan  |
| Damendoppel  | Li Zi-qing Teng Chun-hsun  | Cheng Yu-pei Liang Chia-wei  | Hung En-tzu Lin Jhih-yun       |
| Mixed        | Ye Hong-wei Teng Chun-hsun | Chen Chi-ting Lin Jhih-yun   | Lu Chen Chang Yen-ting         |
| Mixed        | Ye Hong-wei Teng Chun-hsun | Chen Chi-ting Lin Jhih-yun   | Su Li-wei Li Zi-qing           |